# Mazeppa (ópera)
Mazeppa, (em russo: Мазепа), é uma ópera em 3 actos (e 6 cenas) de Piotr Ilitch Tchaikovski, e libreto escrito por Victor Burenin, baseado no poema Poltava de Pushkin. 
Mazeppa é um conto de amor louco, raptos, perseguições políticas, execução e assassinato. 
A ação tem lugar na Ucrânia, no início do século XVIII. Os protagonistas são as figuras históricas Ivan Stepanovich Mazeppa (c. 1640 - 1709), - hetman, cossaco ucraniano, e Vasily Leontivych Kochubey (c.1640 - 1708), um nobre ucraniano.

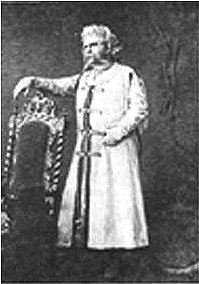
Bogomir Korsov Teatro Bolshoi, Moscovo, 1884

| Intérprete          | Voz           | Estréia 15 fevereiro, 1884 (Maestro: Ippolit Altani) |
| ------------------- | ------------- | ---------------------------------------------------- |
| Ivan Mazepa, hetman | barítono      | Bogomir Korsov                                       |
| Vasily Kochubey     | barítono      | Pavel Borisov                                        |
| Lyubov              | mezzo-soprano | Aleksandra Krutikova                                 |
| Mariya              | soprano       | Emiliya Pavlovskaya                                  |
| Andrei              | tenor         | Dmitriy Usatov                                       |
| Pylyp Orlyk,        | baixo         | Otto Führer                                          |
| Iskra               | tenor         | P. Grigoriev                                         |
| A drunken Cossack   | tenor         | Alexander Dodonov                                    |
| Coros               |               |                                                      |

## Gravações Selecionadas
- 1949, Vasiliy Nebolsin (conductor), Bolshoy Theatre Orchestra and Chorus, Aleksey Ivanov (Mazepa), Nina Pokrovskaya (Mariya), Ivan Petrov (Kochubey), Vera Davydova (Lyubov), Grigoriy Bolshakov (Andrey), Vsevolod Tyutyunnik (Orlik), Tikhon Tchernyakov (Iskra)

- 1982, Fuat Mansurov (conductor), Bolshoy Theatre Orchestra and Chorus, Vladimir Valaitis (Mazepa), Tamara Milashkina (Mariya), Yevgeny Nesterenko (Kochubey), Irina Arkhipova (Lyubov), Vladislav Pyavko (Andrey)

- 1993, Neeme Järvi (conductor), Gothenburg Symphony Orchestra, Chorus of the Royal Opera Stockholm, Sergey Leyferkus (Mazepa), Larisa Dyadkova (Lyubov), Galina Gorchakova (Mariya), Anatoliy Kocherga (Kochubey), Sergey Larin (Andrey),  Richard Margison (Iskra), Monte Pederson (Orlik), Heinz Zednik (Drunken Cossack)

- 1996, Valery Gergiev (conductor), Kirov Opera Orchestra and Chorus, Nikolay Putilin (Mazepa), Irina Loskutova (Mariya), Sergey Aleksashkin (Kochubey), Larisa Dyadkova (Lyubov), Viktor Lutsyuk (Andrey), Nikolay Gasiev (Drunken Cossack)